# Парадисос (Тасос)
Парадисос (грч. Παράδεισος) је приморско насељено место на острву  Тасос у периферији Источна Македонија и Тракија, Грчка. Према попису из 2021. године било је 3 становника.
Парадисос се води као посебно насеље од 2011. године.